# نرغيسان (مقاطعة كلاردشت)
نرغيسان (بالفارسية: نرگیسان) هي قرية تقع في قسم بيرون‌بشم الريفي (مقاطعة كلاردشت) في إيران. يقدر عدد سكانها بـ 0 نسمة بحسب إحصاء 2016.